# ピピちゃん
『ピピちゃん』は、『おもしろブック』（集英社）の1951年（昭和26年）12月号から1953年（昭和28年）5月に掲載された手塚治虫の漫画作品。および同作に登場する架空の人物の名称である。

## 概要
海中世界への憧れが描かれているという点で、『海のトリトン』を予告する作品。実際、『海のトリトン』において、ピピちゃんの容貌はトリトンの幼年期に、また、人魚というアイディアと主人公の名前は、同作品のヒロインとなるピピ子に受け継がれており、主人公のよき協力者として亀が介在するのも似ている。ちなみにピピちゃんが人間になった姿は、『ブラック・ジャック』の「木の芽」において見ることができる。

## あらすじ
手塚好みの異形がテーマ。人類の破滅を予測し、悲観する科学者が、自らの学説の正当性を主張するために、生後まもないわが子を手術し、人魚へと改造する。その子は、メス亀にピピと名づけられ、人魚として育てられるうち、自分は実は人間なのではないかと目覚めるようになる。そして本当の母親を探しに、地上世界と海洋世界を行ったり来たりの冒険へと旅立っていき……。

## 単行本
- 手塚治虫漫画全集『ピピちゃん』（講談社）